# Allée de Mortemets
L'allée de Mortemets est une voie de circulation des jardins de Versailles, en France.

## Description
L'allée de Mortemets débute à l'ouest sur l'allée de l'Accroissement et se termine environ 400 m à l'est sur l'Avenue de la Division-Leclerc.